# Medina quinteri
Medina quinteri är en tvåvingeart som först beskrevs av Townsend 1915.  Medina quinteri ingår i släktet Medina och familjen parasitflugor. Inga underarter finns listade i Catalogue of Life.